# Romantico avventuriero
Romantico avventuriero (The Gunfighter) è un film western del 1950 diretto da Henry King, con protagonista Gregory Peck.
La pellicola è conosciuta In Italia anche con il titolo Il fuorilegge del Texas.

## Trama
Jimmy Ringo, abile e temuto pistolero, è costretto dalla sua stessa fama a guardarsi in ogni luogo dove arriva da fanatici che lo provocano. Dopo aver fatto fuori uno di questi, un ragazzo insolente che lo aveva sfidato, arriva nella cittadina di Cayenne inseguito dai tre fratelli della vittima.
A Cayenne Jimmy ritrova il suo vecchio amico Mark Strett, ora diventato sceriffo. Questi lo accoglie bene, ma non vuole guai in città e dunque invita l'amico ad andarsene subito. Il pistolero però non intende andarsene fino a quando non avrà rivisto la moglie Peggy, da cui è separato, e Jimmy jr., il figlio di otto anni. I due vivono lì in incognito, per sfuggire a chi cerca vendette.
Peggy però non intende rivedere Jimmy: ha paura del marito. Nel frattempo si sparge la voce dell'arrivo del pistolero in città.
Mentre sta per andarsene dalla città, Jimmy incontra una sua vecchia amica Mary, che gli dà informazioni su Peggy e il figlio, e gli promette che farà un ulteriore tentativo per convincere la donna a incontrarlo. Jimmy dunque decide di trattenersi ancora un po' nel saloon. Purtroppo, la sua fama gli gioca un altro brutto tiro: un certo Hunt si mette in testa di provocarlo. Jimmy però lo respinge con furbizia; e lo sceriffo Mark, per evitare ulteriori complicazioni, ordina al giovane di andarsene dalla città fino al tramonto.
Intanto un anziano di nome Jerry si apposta col fucile puntato sul saloon, deciso a  uccidere Jimmy perché lo ritiene colpevole della morte di suo figlio. Il pistolero allora esce dal retro del saloon, aggira il vecchio, lo disarma e lo porta in prigione.
Finalmente, Molly porta a Jimmy la buona notizia: può riabbracciare la moglie e incontrare per la prima volta suo figlio. L'uomo propone a Peggy di andare via, rifarsi una vita in un posto dove la sua fama non possa raggiungerlo. Jimmy insiste poi per incontrare il figlio, anche se in incognito. Alla fine, soddisfatto, Jimmy rimane d'accordo con la moglie che lui andrà avanti, cercherà una sistemazione e poi chiamerà lei e il bambino perché lo raggiungano.
Ma i tre inseguitori sono ormai arrivati a Cayenne. Lo sceriffo li cattura mettendoli in prigione; ma non riesce ad impedire che il giovane Hunt, ancora furioso,  spari alle spalle del pistolero, mentre questi sta andandosene.
In punto di morte, Jimmy si assume le responsabilità dell'accaduto: così salva la vita al giovane, ma lo costringe ad una vita raminga e angosciante come la sua. Una punizione peggiore dell'impiccagione. Morto Jimmy, lo sceriffo, malmena Hunt e lo caccia dalla città.
Al funerale del pistolero, Peggy e Jimmy jr. escono allo scoperto e si dichiarano, con orgoglio, moglie e figlio dell'uomo.

## Produzione
In uno dei finali alternativi girati, il personaggio di Hunt Bromley viene arrestato dallo sceriffo, ma il capo della 20th Century Fox Darryl F. Zanuck si oppose fortemente a questa soluzione; così il regista decise di far finire Bromley malmenato dallo sceriffo.
La produzione detestava i baffi di Gregory Peck. Quando iniziarono le riprese Spyros P. Skouras, il produttore, era fuori città. Al suo ritorno era già stato girato gran parte del film, ed era quindi troppo tardi per rigirare le scene con un Peck senza baffi. Dopo che il film non ebbe molto successo al botteghino, Skouras andò da Peck e gli disse: «Quei baffi ci sono costati milioni».

## Curiosità
Il grande quadro posto dietro la sedia di Peck nel bar è Custer's Last Fight di Cassilly Adams del 1884. Le copie di questo quadro vennero distribuite nel 1896 in tutte le taverne e bar degli Stati Uniti dall'Anheuser Busch Company
La strada utilizzata in questo film è la stessa di Alba fatale.
La canzone di Bob Dylan Brownsville Girl allude al guardare Gregory Peck in questo film. Lo stesso Peck ringraziò pubblicamente il cantante nell'occasione di una premiazione nel 1997.